# Napoleon al III-lea
Charles-Louis-Napoléon Bonaparte (n. 20 aprilie 1808 — d. 9 ianuarie 1873) a fost primul președinte al celei de a 2-a Republici Franceze în 1848 și a devenit apoi, în urma unei lovituri de stat din 1851 și al unui plebiscit din noiembrie 1852, al doilea Împărat al francezilor, sub numele de Napoléon al III-lea.

## Biografie

### Viața timpurie

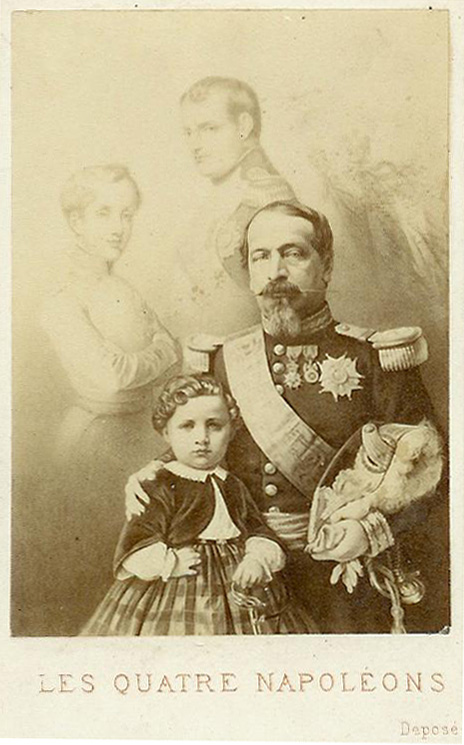
„Cei patru Napoleon”. Sus: Napoléon I și fiul său, Napoleon al II-lea, rege al Romei. Jos: Napoleon al III-lea și fiul său, Louis Napoléon, zis și Napoleon al IV-lea.

Napoleon al III-lea, cunoscut ca Louis-Napoléon înainte să devină împărat, era nepotul de frate al împăratului Napoleon I, fiul fratelui său, Louis Bonaparte, care se căsătorise cu Hortense de Beauharnais, fiica din prima căsătorie a soției lui Napoleon I, Joséphine de Beauharnais. Paternitatea lui Louis-Napoléon a fost adusă în discuție. Louis-Napoléon însuși avea suspiciuni legate de legitimitatea sa, deși mulți istorici au ajuns la concluzia că a fost conceput de Louis Bonaparte și Hortense.
În timpul domniei lui Napoleon, părinții lui Louis-Napoléon au fost numiți rege și regină a statului marionetă al Franței, Regatul Olandei. După înfrângerea militară a lui Napoleon I, deportarea sa în 1815 și restaurarea monarhiei Bourbonilor în Franța, toți membrii dinastiei Bonaparte au fost forțați să plece în exil. Louis-Napoléon a ajuns în Elveția, unde a locuit cu mama sa la Castelul Arenenberg din cantonul Thurgau, apoi în Germania, unde a frecventat gimnaziul de la Augsburg, Bavaria.

### Activitatea politică
Mai târziu, în 1823, Louis-Napoléon s-a stabilit în Italia, unde, împreună cu fratele său mai mare, Napoleon Louis Bonaparte, au îmbrățișat politicile liberale și s-au implicat alături de Carbonari, o organizație care lupta împotriva dominației austriece în nordul Italiei.
La 17 martie 1831, în timp ce părăsea Italia, fugind din cauza unei represiuni privind activitatea revoluționară, fratele lui, Napoleon Louis Bonaparte, care suferea de rujeolă, a murit în brațele sale. Mai târziu, experiențele sale din Italia, au avut un efect profund asupra politicii sale externe. Louis-Napoléon a călătorit în Franța, unde a fost rapid arestat și expulzat în Anglia.
În acest timp, Franța a devenit din nou monarhie. Însă, conform legii de succesiune stabilită de Napoleon I când era împărat, Coroana trecea fiului său. Cunoscut de bonapartiști ca Napoleon al II-lea, acesta a trăit într-o închisoare virtuală la Viena sub numele de Ducele de Reichstadt. Următorul în linie era fratele mai mare a lui Napoleon, Joseph Bonaparte, urmat de Louis Bonaparte și de fiii lui. Deoarece Joseph nu avea moștenitori masculini și fratele mai mare a lui Louis-Napoléon murise în 1831, moartea Ducelui de Reichstadt în 1832 l-a făcut pe Louis-Napoléon moștenitor al lui Napoleon I. Unchiul său și tatăl său, relativ în vârstă atunci, l-au lăsat pe el lider activ al cauzei bonapartiste.
Louis-Napoléon s-a întors în Franța în octombrie 1836, și a încercat să inițieze la Strasbourg o lovitură de stat prin care să reinstaureze imperiul. A fost însă arestat și s-a întors în exil în Elveția. Când regele Franței, Ludovic-Filip, a cerut extrădarea sa, Elveția a refuzat să predea un om care a fost cetățean și membru al forțelor lor armate. Pentru a evita un război, Louis-Napoléon a părăsit Elveția pentru America Centrală. Între 1838 și 1839 Louis-Napoléon a stat la Londra. Astăzi, clădirea este numită "Casa Napoleon".
S-a întors în secret în Franța și a încercat o nouă lovitură de stat în august 1840, de această dată în Boulogne. În urma acestei tentative el a fost condamnat la închisoare pe viață. În timpul anilor de închisoare, a scris eseuri și pamflete. În 1844, unchiul său Joseph a murit. În cele din urmă, la 25 mai 1846 a evadat din fortăreață și s-a stabilit la Southport, Anglia. O lună mai târziu a murit tatăl său, Louis.
Louis-Napoléon a trăit în interiorul granițelor Regatului Unit până la revoluția din februarie 1848 din Franța. Ludovic-Filip a fost detronat și s-a proclamat republică. Acum se putea întoarce în Franța, ceea ce a și făcut imediat. Totuși, guvernul provizoriu, l-a considerat că distrage inutil atenția și a cerut plecarea lui În aprilie a câștigat un loc în Adunarea Constituantă franceză pentru o nouă constituție. Nu a avut mari contribuții și ca orator public mediocru nu a reușit să impresioneze membrii săi. Unii chiar au crezut că, după ce a trăit în afara Franței aproape toată viața, vorbea franceza cu un ușor accent german. Exilul său temporar din 1848 s-a dovedit a fi de bun augur pentru alegerile prezidențiale din decembrie când a fost capabil să-și îmbunătățească imaginea și l-a învins pe principalul său adversar, Louis-Eugène Cavaignac, care a condus represiunea împotriva clasei muncitoare din Paris.

### Președinte al Republicii Franceze

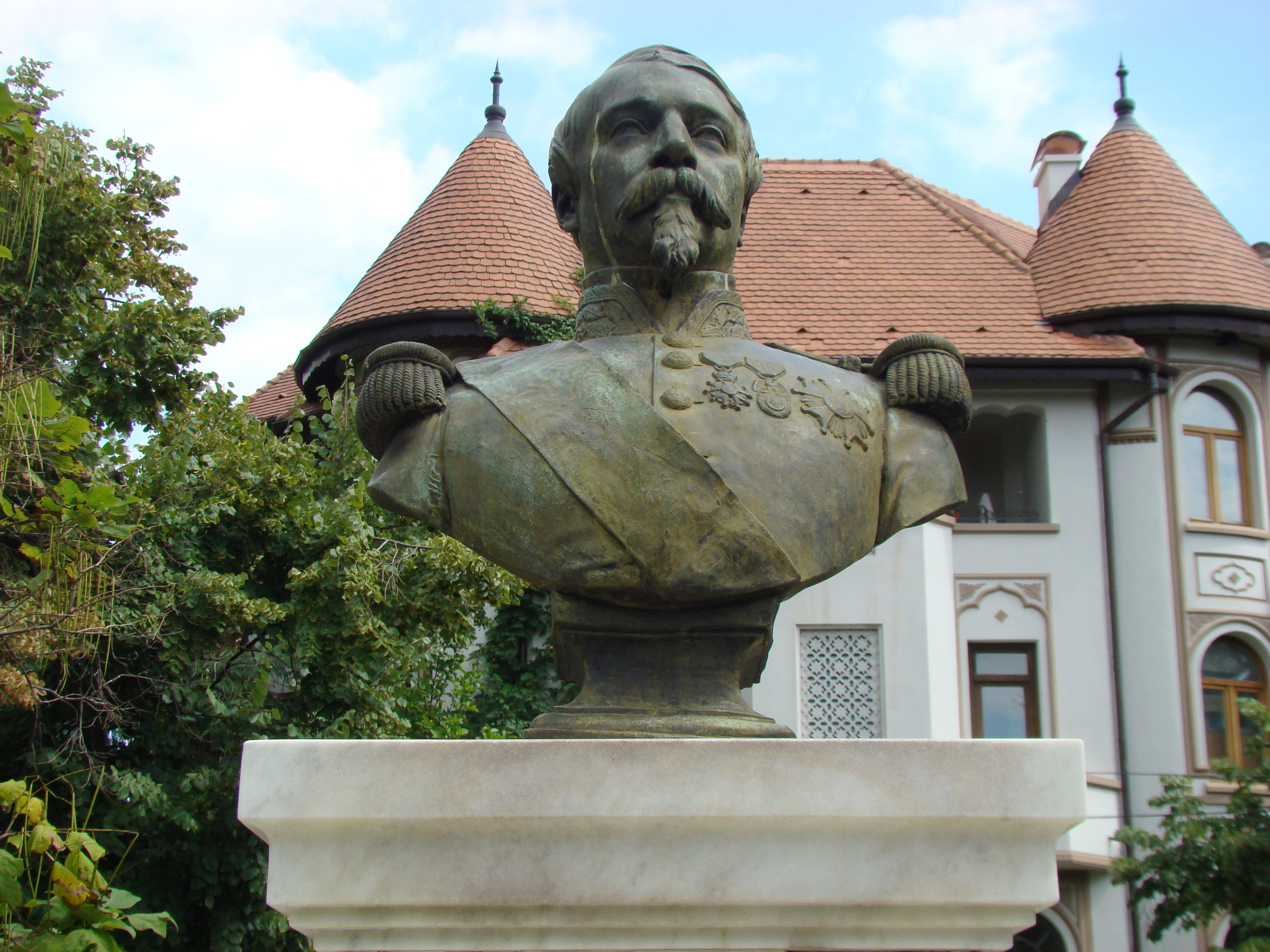
Bustul lui Napoléon al III-lea amplasat în piața bucureșteană care îi poartă numele

După Revoluția din 1848 i-a fost permisă întoarcerea la Paris, reușind să fie ales în Adunarea Națională în septembrie 1848. Pe 10 decembrie 1848 Napoleon a fost ales Președinte al Republicii Franceze, iar prin lovitura de stat din 2 decembrie 1851 el a primit titlul de „principe-președinte” și puteri dictatoriale, fiindu-i stabilit un mandat de zece ani (decizii confirmate prin plebiscitul din 21-22 decembrie).

### Împărat al francezilor
Exact după un an de la lovitura sa de stat și la 48 de ani de la încoronarea unchiului său, Charles-Louis-Napoléon devenit împărat al francezilor, cu numele Napoleon al III-lea, pe data de 2 decembrie 1852. Investirea fusese validată de un plebiscit (21–22 noiembrie 1852). Împăratul s-a căsătorit în 30 ianuarie 1853 cu contesa spaniolă Eugénie de Montijo, cu care a avut un fiu, pe Louis Napoleon.
Epoca celui de-al doilea Imperiu Francez este caracterizată de o industrializare rapidă și de modernizarea instituțiilor economice și administrative ale statului. După războiul din Crimeea (1854-1856) și implicarea în unificarea Italiei Franța a redevenit o mare putere europeană. După eșecul expediției militare din Mexic (1862-1867) și neputința sa de a evita conflictul cu Prusia renumele politic al lui Napoleon III a apus și nu a mai putut fi restabilit nici prin reformele liberale din 1869. În urma înfrângerii de la Sedan împăratul a căzut, pe data de 1 septembrie 1870, în captivitate germană și a fost închis în castelul Wilhelmshöhe din Kassel.
După eliberarea din detenție la data de 19 martie 1871, Napoleon III s-a stabilit la Chislehurst, unde a decedat la data de 9 ianuarie 1873.

## Opera istorică
- »Œuvres« (5 vol., 1854-69)
- »Œuvres militaires« (1856)
- »Histoire de Jules César« (2 vol., 1865-6)